# Anastasija Hryszczuk
Anastasija Ołeksandriwna Hryszczuk, ukr. Анастасія Олександрівна Грищук (ur. 24 kwietnia 2004 w Chmielnickim) – ukraińska siatkarka, grająca na pozycji atakującej. Reprezentantka Ukrainy do lat 16. Od 15 roku życia grała w młodzieżowych sekcjach siatkarskich ŁKS-u Commercecon Łódź, od sezonu 2022/2023 w drużynie seniorskiej. W 2025 pojawił się plan żeby zagrała dla reprezentacji Polski siatkarek.

## Sukcesy klubowe

### młodzieżowe
Mistrzostwa Polski Kadetek:
- 2021[4]

### seniorskie
Mistrzostwo Polski:
- 2023[5]
- 2025[6]

## Nagrody indywidualne
- 2021: Najlepsza atakująca Mistrzostw Polski Kadetek[7]